# Аббас, Сохайль
Сохайль Аббас (араб. سہیل عباس‎; 9 июня 1975, Карачи, Пакистан) — пакистанский хоккеист на траве, участник трёх летних Олимпийских игр, победитель Азиатских игр 2010 года, многократный призёр Трофея чемпионов, лучший бомбардир в истории мирового хоккея на траве.

## Спортивная биография
Сохайль Аббас родился в спортивной семье. Его отец в своё время являлся довольно успешным игроком в крикет, а дядя Сафдар Аббас был игроком национальной сборной Пакистана по хоккею на траве и принимал участие в Кубке мира 1974 года. Сохайль с детства стал заниматься хоккеем на траве и в 1996 году Аббас стал привлекаться в молодёжную сборную страны. В основной сборной Пакистана Аббас дебютировал в феврале 1998 года. Первое время он изредка выходил на замену, но вскоре всё чаще стал выходить в основном составе. В 1998 году Аббас стал бронзовым призёром летних Азиатских игр, а также серебряным призёром Трофея чемпионов. В 1999 году Аббас установил мировой рекорд, забив за один календарный год 60 голов в рамках международных соревнований.
В 2000 году Аббас дебютировал на летних Олимпийских играх в Сиднее. По итогам предварительного раунда сборная Пакистана заняла 1-е место в своей группе, при этом обыграв сборную Великобритании 8:1. В полуфинале пакистанцы в упорной борьбе уступили сборной Южной Кореи 0:1. В матче за 3-е место сборная Пакистана не смогла оказать достойное сопротивление хозяевам турнира австралийцам и уступила 3:6. Аббас, забив 8 голов, стал одним из лучших бомбардиров турнира. 1 июля 2004 года, в поединке против сборной Нидерландов Аббас сыграл свою 200-ю игру в составе сборной Пакистана, став седьмым хоккеистом в истории страны, кто смог преодолеть эту отметку.
На летних Олимпийских играх 2004 года в Афинах Сборной Пакистана совсем немного не хватило, чтобы пробиться в полуфинал соревнований. В классификационном раунде место пакистанцы последовательно победили сборные Индии (3:0) и Новой Зеландии (4:2) и заняли итоговое 5-е место, а Аббас с 11-ю голами стал лучшим бомбардиром олимпийского турнира. В декабре 2004 года, после окончания Трофея чемпионов, где сборная Пакистана в третий раз подряд завоевала бронзовую медаль, Аббас принял решение завершить выступления в составе национальной сборной. Летом 2005 года Аббас вместе с партнёром по сборной Васимом Ахмадом уехал в играть в Европу в голландский «Роттердам». 6 июля 2006 года Аббас объявил о возвращении в сборную Пакистана. В 2010 году Аббас покинул Нидерланды и перешёл в малайзийский клуб «Куала-Лумпур». В том же году Аббас стал чемпионом летних Азиатских игр, проходивших в китайском Гуанчжоу.
В 2012 году Аббасу было доверено право нести флаг Пакистана на церемонии открытия летних Олимпийских игр 2012 года в Лондоне. Сами же Игры сложились для хоккейной сборной Пакистана не очень удачно. На групповом этапе пакистанцы заняли лишь 4-е место и вынуждены были играть за 7-е место против сборной Южной Кореи. Поединок выдался упорным, но сборная Пакистана смогла вырвать победу 3:2, при этом уступая в счёте после первого тайма 1:2. Для Аббаса турнир также не задался, в отличие от прошлых игр пакистанский хоккеист забил всего 3 мяча. Всего за сборную Пакистана Аббас сыграл в 350 матчах, в которых забил 348 голов. Большинство голов Аббас забил при розыгрыше штрафного углового удара.